# A Brit Indiai-óceáni Terület zászlaja
A fehér és a kék hullámos csíkok az Indiai-óceánt szimbolizálják. A pálmafa a szigeteket jelenti, amelyek közül egyedül a Diego Garcia lakott. A felsőszögben megjelenő Union Jack és a korona a brit fennhatóságra utal.
A zászló arányai 1:2. 1990. november 8-án vonták fel.